# Río Ponura
El río Ponura (del ruso: Понура) es un río del krai de Krasnodar, en el sur de Rusia, afluente del río Kirpili.

## Curso
Tiene una longitud de 90 km. Nace en las llanuras de Kubán-Priazov, 4 km al sudoeste de Dinskaya, formado por los ríos Ponura 1º y Ponura 2º. Lleva predominantemente dirección oeste-noroeste. Atraviesa Novotítarovskaya, Novovelichkovskaya, Naidorf, Vasílievka, Dolinovskoye, Boikoponura, Starovelichkovskaya, Kalíninskaya y Zhuravliovka. Por debajo de estas dos localidades desemboca en el Kirpili a través del limán Ponurski. 
Su curso se encuentra en gran parte represado, y los estanques que se formaban eran utilizados para la piscicultura.